# Batería de San Antonio

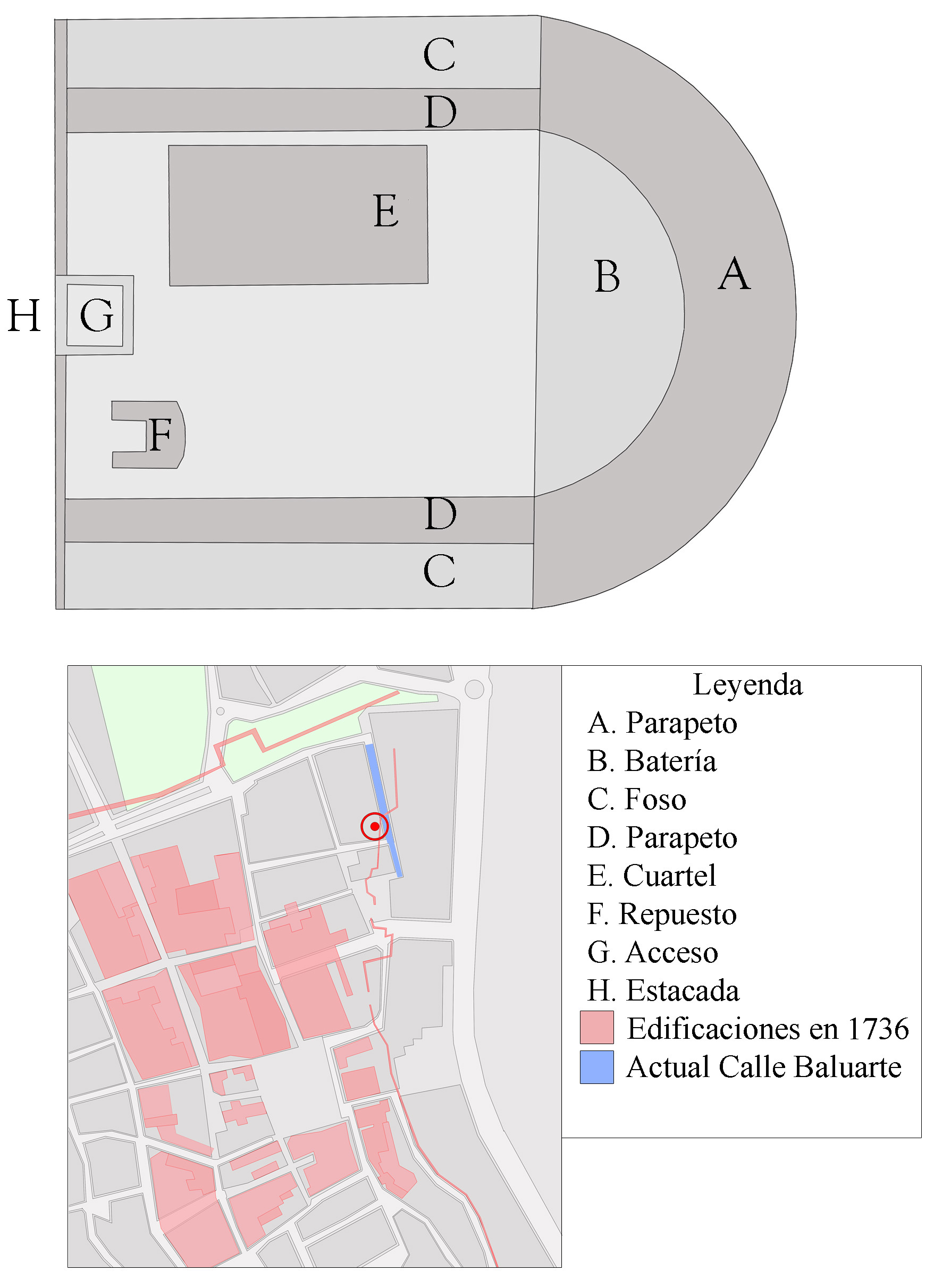
Esquema de la Batería de San Antonio

La Batería de San Antonio estuvo situada en la ciudad de Algeciras y participó en la defensa de la ciudad durante los años del Gran Sitio a Gibraltar formando parte del sistema defensivo diseñado a tal efecto por Jorge Próspero de Verboom.
Esta batería fue diseñada en 1743 por el arquitecto Salvador Palau. Se localizaba en los acantilados de la 'Villa Nueva de Algeciras, en la actual Calle Baluarte que tomó su nombre de él. Desde la elevación de esta zona de la ciudad se podía controlar gran parte de la bahía, y se podía cruzar fuego con el Fuerte de Isla Verde. Constaba de un parapeto circular, dos parapetos laterales rodeados por un foso o Glasis, tras el parapeto se encontraban los cuarteles de la artillería, almacén y polvorín; los parapetos laterales se unían entre sí mediante un muro o estacada con una puerta que permitía el acceso al recinto.
La dotación de la batería era sólo de tres cañones pesados. No poseía morteros por lo que era vulnerable a ataques desde tierra pero su situación hacía difícil el desembarco en sus cercanías por lo abrupto de la costa.
La ruina de la construcción vino dada por su misma ubicación pues a partir del siglo XIX el parapeto comienza a caerse por deslizamiento del acantilado. Una vez sucedió esto, dejó de desempeñar un papel en la defensa costera a favor del cercano fuerte de Santiago, aun así continuó usándose como polvorín durante un tiempo.
Finalmente a principios del siglo XX las construcciones de alrededor lo hicieron desaparecer.